# Проблемска ситуација
Проблемску наставу су дефинисали многи аутори. Код Младена и Наде Вилотијевић налазимо следећу дефиницију: Проблемска настава се најприближније може одредити као такав тип наставе коју карактерише самостална истраживачка активност кроз коју ученици савлађују проблемске тешкоће, проналазе нова решења и тако усвајају научне истине. Јован Ђорђевић даје следећу дефиницију: Можемо рећи да је решавање проблема стваралачка активност којом се у сусрет са посебним захтевима, тражи откривање нових решења.
Проблемска настава је од великог значаја за савремену школу. Неке од њених предности у односу на друге наставне системе: 
- обезбећује активно учење;
- подстиче развој менталних способности и психичких функција;
- развија способност апстрактног мишљења ;
- оспособљава ученике за самостални рад;
- омогућава примену различитих техника и метода учења;
- утиче на развој мисаоних операција (анализа, синтеза, апстракција, генерализација, индукција, дедукција...);
- појачава мотивацију ученика;
- подстиче ученика на стваралачке активности;
- даје ученицима трајнија знања;
- негује критичност, флексибилност и креативност;
- оспособљава ученике за коришћење различитих извора знања;
- подстиче самопоуздање код ученика... [3].

Знања се стичу решавањем специфичних задатака – проблема. Кључни појмови који се јављају у проблемској настави су:
- Проблемска ситуација и
- Проблем (загонетка – стање тензије).

## Структура проблемске наставе
- Стварање проблемске ситуације
- Формулисање проблема
- Декомпозиција проблема на подпроблеме
- Решавање подпроблема и проблема
- Провера решења
- Извођење закључака.

## Проблемска ситуација
Проблемска ситуација је почетно психичко стање изненађења, упитности, велике заинетеросованости и високе умне и емоционалне напрегнутости појединца који треба да реши задати проблем. 
Проблемска ситуација је најважнија карика проблемске наставе. 

### Компоненте
- непознато знање или начин решавања,
- сазнајна потреба која побуђује мисаону активност и
- интелектуалне могућности укључујући стваралачке способности и претходно искуство.

Проблемска ситуација садржи у соби не смо предметно-садржинску него и мотивациону компоненту. Постоји више начина стварања, а сходно томе и типова проблемске ситуације.
М. И. Махмутов помиње да оне настају при:
- сусрету ученика са животним појавама и чињеницама које траже теоријско објашњење,
- организацији практичног рада ученика,
- покушајима ученика да анализују животне појаве које одударају од њихових пређашњих представа,
- формулисању хипотеза,
- настојању ученика да упоређују и супростављају,
- настојању да се уопштавају нова факта,
- истраживачким задацима. [5].